# Heliophanus marshalli
Heliophanus marshalli là một loài nhện trong họ Salticidae.
Loài này thuộc chi Heliophanus. Heliophanus marshalli được Elizabeth Maria Gifford Peckham & George William Peckham miêu tả năm 1903.